# Voice (Mika Nakashima)
Voice è un album in studio della cantante giapponese Mika Nakashima, pubblicato nel 2008.

## Tracce
1. Life – 4:02
2. Sakura: Hanagasumi (花霞; Daishi Dance) – 6:09
3. Focus – 4:40
4. Eien no Uta (永遠の詩) – 5:45
5. Orion – 4:48
6. Anata ga Iru Kara (あなたがいるから) – 4:34
7. My Gentleman – 4:34
8. Trust Your Voice – 4:15
9. It's Too Late – 4:33
10. I Don't Know (Mica 3 Chu) – 4:39
11. Shut Up (Mica 3 Chu) – 3:53
12. Confusion – 3:29
13. Flower of Time – 6:27
14. Koe (声) – 5:42